# Louis Perrin
Louis Perrin  PC (Waterford, 15 de fevereiro de 1782 – Knockdromin, 7 de dezembro de 1864) foi um advogado, político e juiz irlandês.

## Início da vida
Perrin nasceu em Waterford e era filho de Jean Baptiste Perrin (fl.  1786). Jean Baptiste, um francês, tinha ido para a Irlanda (ilha), buscar uma vida melhor: trabalhava como professor de francês, principalmente, como tutor nas famílias ricas irlandesas.
Louis Perrin foi educado na escola diocesana de Armagh. Transferido para o Trinity College, em Dublin, foi eleito um Scholar em 1799 e formou com um B.A. em 1801. No julgamento de seu colega, Robert Emmet, em 1803, quando a sentença de morte foi pronunciada, Perrin correu para a frente na corte e abraçou calorosamente o prisioneiro. Ele se dedicou com grande energia para o estudo da lei mercantil; no termo de Hilary, 1806 foi chamado para a barra, e logo foi empregado em casos onde as penalidades por violações das leis de receita foram solicitadas para serem aplicadas. Quando Watty Cox, o proprietário e editor da Cox's Magazine, foi processado pelo governo por um libelo em 1811, O'Connell, Burke, Bethel, e Perrin foram empregados para a defesa; mas o caso foi praticamente conduzido pelo júnior, que mostrou habilidade marcante no assunto. Ele também foi conselheiro júnior, em 1811, na acusação de Sheridan, Kirwan e os delegados católicos por violar a Lei da Convenção .Em 1832 tornou-se um bencher do King's Inns, em Dublin.

## Política
Ele era um Whig na política, apoiado pela Emancipação Católica, e adquiriu a alcunha de 'Honesto Louis Perrin.' Em 6 de Maio de 1831, em conjunto com Sir Robert Harty, ele foi eleito como Membro do Parlamento (MP) para a Cidade de Dublin. Sendo destituído em agosto, foi devolvido à câmara dos comuns por Monaghan na eleição geral em 24 de dezembro de 1832, deslocando Henry Robert Westenra, anterior membro pelo Tory. Na eleição geral de 1835, ele foi para a cidade de Cashel, em 14 de janeiro de 1835, mas renunciou no mês de agosto seguinte, para tomar seu assento na banca.. Na câmara dos comuns, ele se esforçou para evitar que o Grande Júri trabalhasse, e fez um discurso sobre a introdução do projeto de reforma municipal irlandês . Foi incansável em seus esforços para controlar a intemperança , defendendo os regulamentos de fechamento de casas públicas às 23h.
De 7 de fevereiro de 1832 a fevereiro de 1835, ele foi o Third Serjeant, de fevereiro a abril de 1835 First Serjeant, e em 29 de abril de 1835, por recomendação do Marquês de Normanby, sucedeu Francis Blackburne como Procurador-Geral. Enquanto um serjeant, presidiu o inquérito sobre as antigas corporações irlandesas e, em seu relatório, a Lei Municipal Irlandesa foi fundada.. Após a morte de Thomas Burton Vandeleur, foi nomeado um puisne justice do Tribunal de King's Bench, em 31 de agosto de 1835. No mesmo ano, foi feito um conselheiro privado. 
Era muito meticuloso no cumprimento de suas importantes funções; e, apesar de algumas peculiaridades de maneira, pode ser considerado como um dos juízes mais capazes e íntegros que se sentaram no banco irlandês. Ele renunciou em uma pensão em fevereiro de 1860, e residiu perto de Rush, Condado de Dublin, onde freqüentemente ia às pequenas sessões.
Morreu em Knockdromin, perto de Rush, em 7 de dezembro de 1864, e foi sepultado em Rush, no dia 10 de dezembro.

## Família
Casou-se, em abril de 1815, com Hester Connor, filha do reverendo Abraham Augustus Stewart, capelão da Royal Hibernian School, Dublin, por quem ele teve sete filhos, incluindo James, um major do exército, que caiu em Lucknow em 1857. ; Louis, reitor de Garrycloyne, Blarney, Condado de Cork; William, chefe de registro do tribunal irlandês de falências (d 1892); Charles, major do 66º Regimento desde 1865; e Mark, registrador de sentenças na Irlanda.